# Pascual Capuz
Pascual Capuz Mamano (Valencia, 20 de julio de 1882-Barcelona, 1959) fue un dibujante, cartelista y pintor español, hermano del escultor José Capuz. Está considerado como uno de los mejores cartelistas del primer cuarto del siglo XX.
Estudió Bellas Artes en la Real Academia de San Carlos de Valencia y en la Escuela de Artes y Oficios de Barcelona, donde fue catedrático. Se le concedieron diversos premios, como en el Concurso de Carteles Anunciadores de la Exposición Nacional de Barcelona (1920), primer premio en la Exposición Nacional (1924), primer premio en el Concurso Nacional de Arte Decorativo (1924) y la medalla de oro en la Exposición Internacional de Artes Decorativas de París (1925). Colaboró en las revistas Papitu, L'Esquella de la Torratxa y La novel·la d'Ara publicando dibujos.
Se conserva parte de su trabajo en el Museo Nacional de Cerámica y de las Artes Suntuarias González Martí de Valencia.